# Agonopterix ciliella
Agonopterix ciliella — вид метеликів родини плоских молей (Depressariidae).

## Поширення
Вид поширений на більшій частині Європи та в Північній Америці. Присутній у фауні України.

## Опис
Розмах крил 19-24 мм. Передні крила червоно-коричневі, посипані темно-коричневими лусочками з чорними та білими цятками. Задні крила білуваті з рожевою бахромою. Личинка зелена з темнішими спинною та бічними лініями та чорними крапками; голова вохристо-жовтувата із двома чорнувато-зеленими плямами у формі півмісяця.

## Спосіб життя
Імаго літають з серпня по травень. Личинки харчуються листям різних видів окружкових, включаючи Angelica sylvestris, Aegopodium podagraria, Heracleum sphondylium, Daucus, Selinum, Silaum, Chaerophyllum, Pastinaca, Anthriscus, Meum та Peucedanum palustre. Личинок можна зустріти з червня по вересень. Живуть у складеному листі, яким живляться. Зимує імаго.